# ヒトリガ
ヒトリガ（灯蛾、火取蛾、燈取蛾、灯取蛾、火盗蛾、灯盗蛾） Arctia caja はチョウ目ヒトリガ科に属すガの一種である。

## 概要
開翅長は 45-65mm であり、前翅と後翅で紋様が異なる。前翅は茶色地に白の縞（欠損する個体もある）が入り、後翅は朱色地に黒斑が入る。本種は有毒なので、後翅のこの目立つ紋様は天敵に対する警戒色と考えられる。なお本種の英名 tiger moth は前翅の縞模様をトラに見立てたものである。

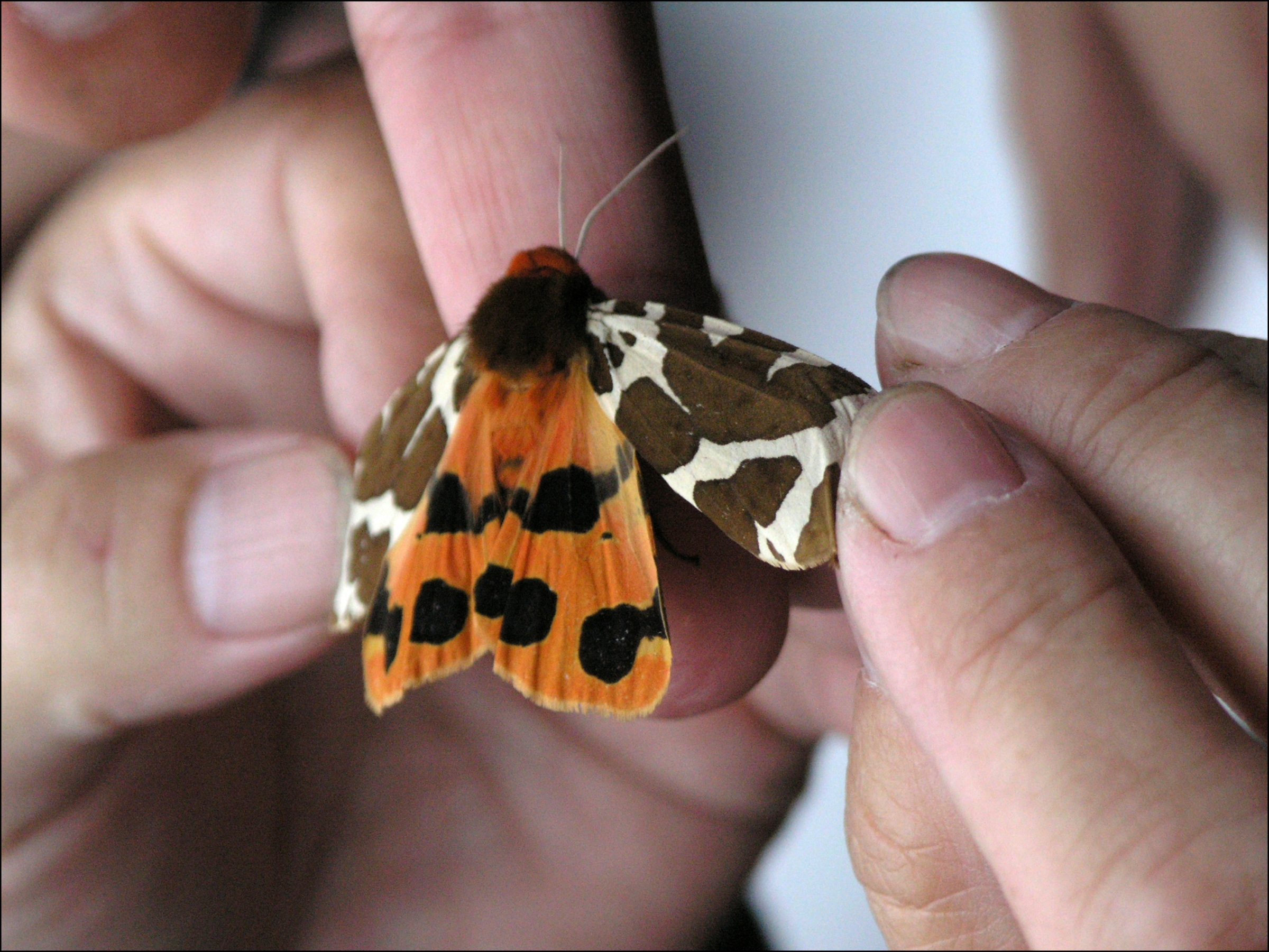
後翅の紋様
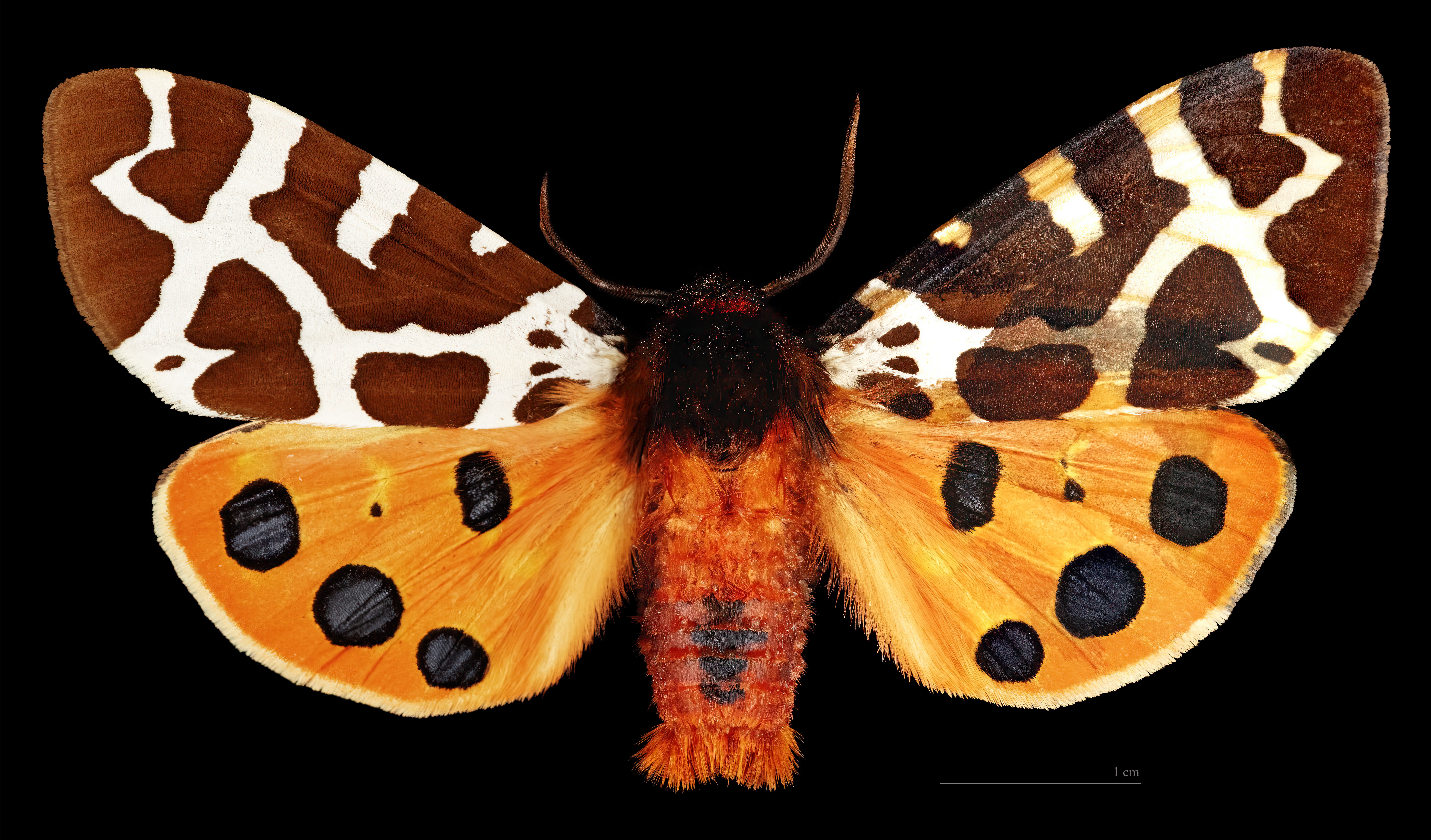
♂
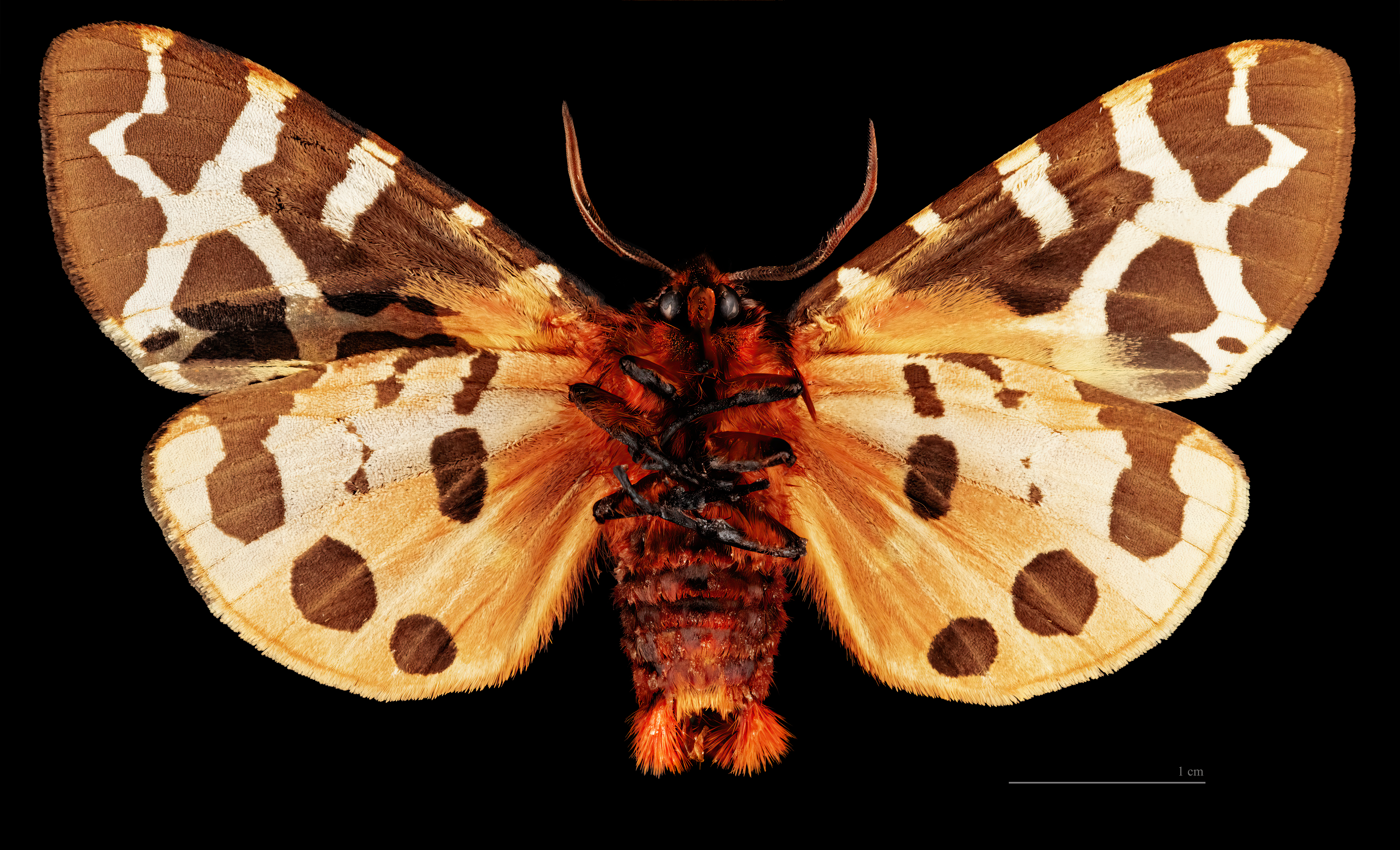
♂ △

本種の毒性についてはまだ解明されていないが、アセチルコリン受容体をブロックする神経毒作用を示すコリンエステルであると考えられている。また、小鳥のような天敵にとって、この配色には学習効果もあると考えられる。通常、木などに留まっているとき、本種は保護色にもなっている前翅の下に後翅を隠している。
しかし、危険を感じたらすばやく後翅の朱色を示して飛び立つ。これは鮮やかな色で天敵を混乱させるだけでなく、捕食された場合であっても、中毒を経験することで鮮やかな色がかえって記憶に焼きつく効果がある。それにより、近寄らない方が無難であることを学習し、結局この色彩が天敵に対する警告となる。

## 分布
日本全土はもとより、極北周域にまで至るユーラシア大陸全土や北アメリカにも分布する汎存種で、海抜 2,000m の山地にも生息する。湿った場所を好み、その典型例は谷間の川沿いであるが、人家の庭や都市部の公園でも比較的よく見かける。また本種の幼虫は、こうした場所で成虫より頻繁に見ることができる。

## 生態

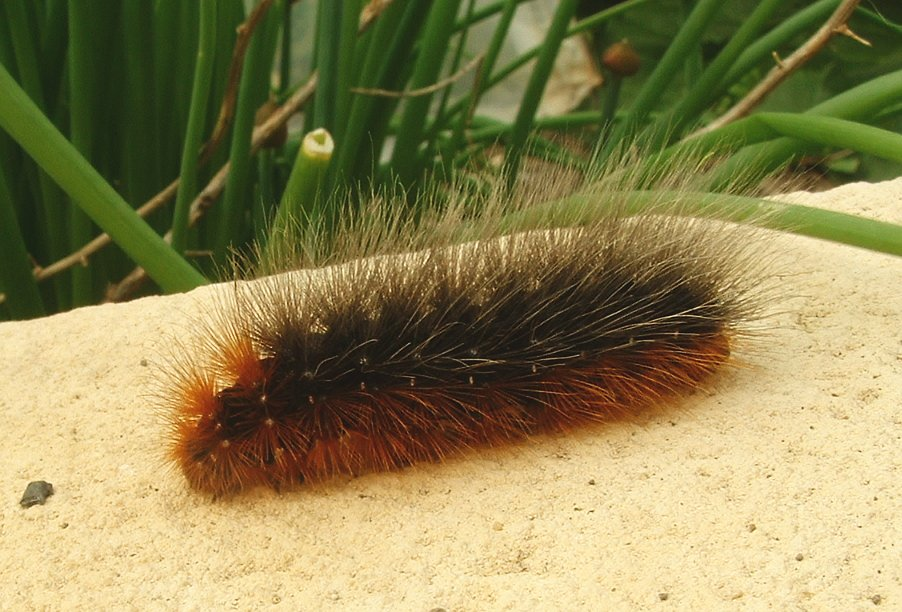
幼虫(クマケムシ)

産卵期は7月で、薄青白い卵は成虫に比較してかなり大きい。卵には粘着性があり、ふつうは葉の裏などに付着されるが、後述する幼虫の習性から、ともすればメスは産卵場所に無頓着になり、どこにでも構わず産卵する傾向がある。
幼虫は8月に孵化し、終齢期には体長 60mm 程度まで成長する。赤茶色の長い柔毛に覆われており、まさに毛虫そのものの外観を呈する。日本ではその見た目からクマケムシ（熊毛虫）の別名があり、ブラシの毛先が歩いているように見える。広食性であり多種多様な草本、低高木の葉を食べ、エサを求めて地上を積極的に移動する。なお移動中、身に危険を感じると脚部を内側に隠し、丸くなって防衛行動をとる。幼虫のまま落ち葉の下などで越冬し、翌年の6月から7月までに蛹化する。成虫は7月から8月までに羽化する。

## 人間との関係
幼虫は基本的に食樹、食草は選ばないが、なぜか庭木に適した低木のキイチゴ、ブラックベリー、ガマズミ、スイカズラ、エリカ、エニシダといった種を特に好むため、農家や園芸家からひどく嫌われる。
毛虫そのものの幼虫は、知らない人が見るといかにも毒々しいが、実際には毒はない（食草に含まれたアルカロイドを体内に含有していることがあるので、小鳥のように摂食する分には有毒ではある）。ただし幼虫の柔毛がアレルゲンとなり発疹などを引き起こすことがある。また同じヒトリガ科のヤネホソバなど近縁種の幼虫は、この毛が有毒の毒針毛になっているため、むやみに素手で触れるべきではない。
成虫は他の多くのガ同様夜行性であり、光源の周囲を渦を描くように飛びまわる走光性を持つ。この習性は特に本種に限ったものではなく、他のガや昆虫で普遍的に見られるのだが、特に本種において目立つ。光源がたき火など直火の場合、最終的には火に飛び込んで自ら焼け死ぬ結果となり、和名のヒトリガもここに由来する。また自らを滅ぼすような禍の中に進んで身を投じたり、みすみす敵の餌食になる行為を指す飛んで火に入る夏の虫ということわざも、本種のようなガが見せるこうした習性から生まれたものである。
分布からまったくの普通種に思われるが、イギリスでは2007年8月以降、保護対象とすべき動物リストにその名が含まれている。